# Distretto di Piedimonte d'Alife
Il distretto di Piedimonte d'Alife fu una delle suddivisioni amministrative del Regno di Napoli in seguito Regno delle Due Sicilie, subordinate alla   provincia di Terra di Lavoro.

## Istituzione e soppressione
La suddivisione in distretti delle province del Regno di Napoli fu attuata con la legge 132 del 1806 Sulla divisione ed amministrazione delle province del Regno, varata l'8 agosto di quell'anno da Giuseppe Bonaparte. I territori che saranno parte del distretto di Nola furono, allora, inclusi nel distretto di Santa Maria. Tra il 1810 e il 1811, però, a tale distretto, il cui capoluogo, nel frattempo, era stato spostato a Capua, fu apportata una serie di variazioni territoriali che ne ridussero sensibilmente l'estensione. Con l'intervento legislativo dell'8 giugno 1810, infatti, fu istituito il distretto di Nola, all'interno del quale venivano inclusi il Baianese, il Vallo di Lauro, il circondario nolano  e quello acerrano. Nel 1811, invece, venne isitiuito il distretto di Piedimonte d'Alife, nel quale andava a ricadere tutta l'area nord-orientale del distretto di Capua ed i circondari di Venafro e Colli a Volturno  distaccati dal distretto di Sora. Con l'occupazione garibaldina e l'annessione al Regno di Sardegna del 1860 il distretto fu soppresso.

## Suddivisione in circondari
Il distretto era suddiviso in successivi livelli amministrativi gerarchicamente dipendenti dal precedente. Al livello immediatamente successivo, infatti, individuiamo i circondari, che, a loro volta, erano costituiti dai comuni, l'unità di base della struttura politico-amministrativa dello Stato moderno. A questi ultimi potevano far capo i casali, centri a carattere prevalentemente rurale. I circondari del distretto di Piedimonte d'Alife ammontavano a otto ed erano i seguenti:
- Circondario di Piedimonte d'Alife:
Piedimonte d'Alife, Ajlano, Alife, Castello, Gioja, Raviscanina, San Gregorio, San Potito, Sant'Angelo, Valle di Prata;
- Circondario di Cajazzo:
Cajazzo, Alvignano, Alvignanello, Campagnano, Dragoni, Majorano, Marcianofreddo, Piana, Rajano, San Giovanni e Paolo, Squille, Villa Santa Croce;
- Circondario di Guardia Sanframondi:
Guardia Sanframondi, Amorosi, Castelvenere, Puglianello;
- Circondario di Cerreto:
Cerreto, Faicchio, Massa, San Lorenzo Maggiore, San Lorenzo Minore, San Salvatore;
- Circondario di Cusano:
Cusano, Civitella, Pietraroja;
- Circondario di Capriati:
Capriati, Ciorlano, Fossaceca, Gallo, Letino, Prata, Pratella;
- Circondario di Venafro:
Venafro, Ceppagna, Conca, Filignano, Montaquila, Pozzilli, Presenzano, Roccapipirozzi, Roccaravindola, Santa Maria Oliveto, Sesto, Vallecupa;
- Circondario di Castellone (in sostituzione del Circondario di Colli):
Castellone, Castelnuovo, Cerro, Colli, Pizzone, Rocchetta, San Vincenzo, Scapoli.